# Dark Horse Comics
Dark Horse Comics som blev etableret i 1986, er den største uafhængige udgiver af tegneserier i USA. Mike Richardson, ejer af en række tegneseriebutikker i Portland, Oregon begyndte at publicere en antologi under titlen Dark Horse Presents. Han investeret overskuddet i Dark Horse Comics. Selskabet er baseret i Milwaukie, Oregon.